# Baker, Rauch & Lang

Baker, Rauch & Lang (Бейкер, Раух і Ланг) — з 1915 року американський виробник електромобілів. Штаб-квартира розташована в місті Клівленд, штат Огайо. У 1920 році компанію купує Рей Диринг, а в 1922 році — Реймонд Оуен. У 1954 році компанія припинила виробництво автомобілів.

## Виникнення електромобілів
Історія електромобілів має більш глибоке коріння, ніж транспортні засоби з ДВЗ. Одна з перших спроб встановити електродвигун на віз була здійснена в 1830-ті роки шотландським винахідником Робертом Андерсоном, поява зарядних свинцевих акумуляторів, які винайшов француз Гастон Планте, дала поштовх до нових експериментів у галузі саморушних транспортних засобів. Перший 3-колісний екіпаж, що пересувався за допомогою електротяги, був побудований в листопаді 1881 року французом Гюставом Труве, в тому ж році ще один француз — Шарль Жантод будує свій варіант електромобіля. Наступними були англійці Вільям Айртон і Джон Перрі, які встановили 0,5-сильний електродвигун на свій трицикл, що за допомогою ланцюга приводив у дію праве заднє колесо. Їхній транспортний засіб став першим, який був оснащений електричним освітленням. Через три роки ще один британець — Томас Паркер будує свій електротрицикл, а в 1888 році німець Андреас Флоккен будує перший чотириколісний екіпаж на електротязі.
У США перший електромобіль з'явився в 1890 році, його побудував житель штату Айова Вільям Моррісон, але це все були експерименти. Однак дуже швидко електромобілі стали масовим явищем, адже вони мали масу переваг перед автомобілями з двигунами, що працюють на переробленій нафті: вони були тихими, не смерділи, їх було легко заводити (без боязні зламати руку «кривим» стартером), вони були простіші в управлінні (оскільки не було механічної коробки передач), а ціна при цьому на них була нітрохи не дорожчою, ніж на бензинових побратимів. Ця продукція користувалася непоганим попитом у заможної публіки, особливо у жінок.

## Волтер Бейкер
Волтер Бейкер народився в 1868 році, закінчивши освіту в Школі прикладних наук у Кейсі, він в 1891 році влаштовується інженером в Cleveland Screw Machine Co, біля витоків якої стояв і його батько. Працював Бейкер молодший і на інших панів, так ще в 1893 році він брав участь при конструюванні електрокара Electrobat Морріса та Салома. 1895 року він разом з Джоном Грантом, Ролліном Уайтом і Філіпом Дорном створює підшипникову фірму American Ball Bearing Co, спочатку метою було виробництво осей для гужового транспорту, однак з появою автомобілів фірма розширила список продукції, що поставлялася. Незабаром інженери розробляють і патентують шарикові підшипники, поворотні кулаки, задній міст з черв'ячною передачею і ванадієву сталь, застосовувані на автомобілях.

## Автомобілі Baker

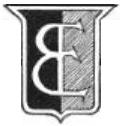
Логотип Baker

У 1898 році Волтер Бейкер разом з Фредом Дорном будує свій прототип електромобіля, а вже через рік за фінансової підтримки Ролліна і Фреда Уайтів, які володіли компанією White Sewing Machine Company, що займалася виробництвом швейних машинок (їй і належала компанія Cleveland Screw Machine Co), а також за участі Філіпа і Фредеріка Дорнів, засновує в Клівленді свою компанію Baker Electric Motor Vehicle Company.

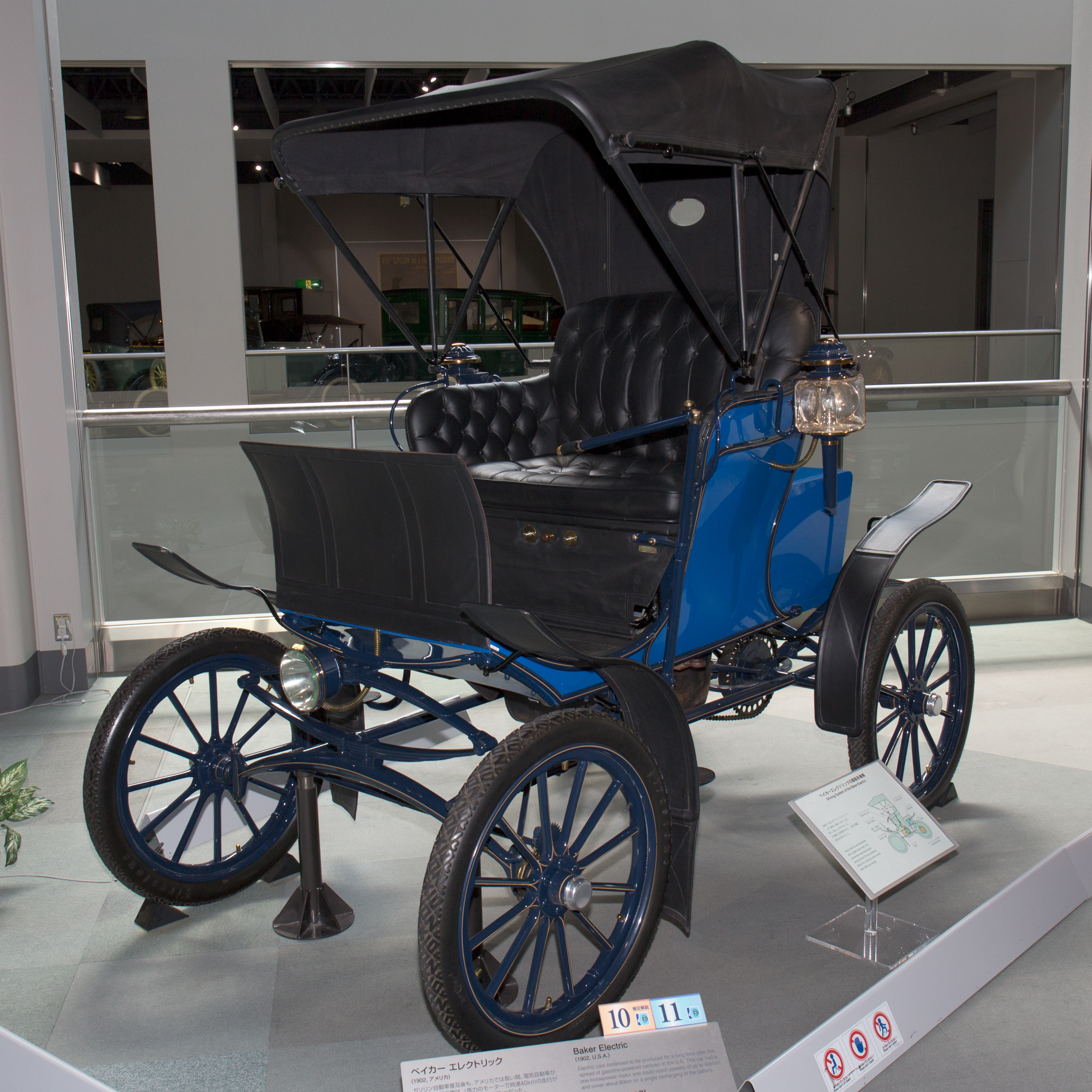
Baker Electric Phaeton Stanhope

Первістком стала модель Runabout, яка могла розмістити 2 людей. Електромотор розвивав 0,75 к.с., за допомогою 2-швидкісної коробки передач потужність передавалася через ланцюг на задні колеса, автономність новинки складала близько 30-35 км. Одним з перших власників такої машини став Томас Алва Едісон (він купив 2 виготовлений автомобіль). У тому ж 1900 році Бейкер став працювати і на таку фірму як Peerless Motor car Co, не залишаючи свого робочого місця у своїй фірмі. До 1902 року з'являється ще один візок з кузовом Phaeton Stanhope, оснащений більш потужним мотором, який розвивав 1.75 к.с., і 3-ступінчастою коробкою передач, замість ланцюга встановили кардан, в результаті більш важка машина могла розвивати швидкість до 23 км/год. Освітлення на електромобілях, на відміну від бензинових, було електричним, бензинові автомобілі задовольнялися карбідним освітленням.
До травня цього ж року за проєктом Бейкера фірмою Electric Vehicle Co (Хартфорд, штат Коннектикут) будується гоночна машина, оснащена 12-сильним електромотором фірми Elwell-Parker, це був двомісний тандемний Torpedo. 31 травня 1902 року Бейкер спільно з Дензером (головним механіком і електриком фірми) вирішують побити рекорд швидкості, встановлений кількома роками раніше бельгійцем Камілем Дженатці на електромобілі власної конструкції. Автомобілем для побиття рекорду став Baker Electric Torpedo, його кузов був виконаний у кулеподібній формі з білої сосни, яку обтягнули матеріалом, просоченим маслом, вікна були слюдяні. На відміну від своїх сучасників, Бейкер усвідомлював, що гарну швидкість можна розвинути завдяки гарній аеродинаміці, дизайн машини випередив свій час років на тридцять п'ять. Попри це, що серійні машини Baker Electric були оснащені карданом, гоночний болід мав ланцюговий привід, в кузові розташовувалося 40 батарей, які, сидячи ззаду, Дензер повинен був підключати (у міру того, як автомобіль набирав швидкість і сідали його елементи), до того ж Дензер відповідав за гальма, які мали механічний привід. Розробка й будівля боліда обійшлася компанії в 10,000 доларів.
Екіпаж вирушає до Нью-Йорка. Поставити рекорд було вирішено на вулиці загального користування — бульварі Стейтен Айлендс, який вів до пляжу міста. Було дано старт, Бейкер натиснув селектор газу, збільшивши напругу двигуна за рахунок зменшення опору в ланцюзі приводу, і вже через 47 секунд, практично в тиші, автомобіль розвинув швидкість близько 120 км на годину, незабаром автомобіль розвинув швидкість близько 170 км на годину, що на 55 км на годину перевищувало діючий рекорд швидкості. Раптом одне колесо влетіло в трамвайну колію, яка проходила по Лінкольн-авеню, Бейкер втратив керування, Дензер смикнув важелі гальм задніх коліс. Автомобіль вагою в півтори тонни спочатку смикнуло вправо, потім вліво, і болід перекинувся. Втративши свої колеса, він летів у натовп. Глядачі розбіглися, але тим не менш, один з них — Ендрю Фетерстон загинув миттєво, прийнявши удар на себе, тим самим він відкрив список загиблих глядачів на спортивних автомобільних змаганнях у США. Незабаром від отриманих ран загинув другий з тих, хто прийшов із 20,000 подивитися на цей захід роззяв, ще п'ятеро було госпіталізовано до лікарень з безпечними для життя травмами. «Рекордсмени» здорові вилізли з кокпіта, гонщики вижили завдяки тому, що Бейкер додумався оснастити свій болід якоюсь подобою ременів безпеки (вперше в світі). Відразу після того, як вони вилізли, їх заарештувала поліція за вбивство, але незабаром бідолах відпустили. Пізніше машина була відновлена, але в гонках вона вже не брала участь.
Після невдачі з цим болідом Бейкер будує два нових, які були названі Torpedo Kid, вони мали одномісний відкритий кузов і електродвигуни 0,75 к.с. від серійного автомобіля. У жовтні 1902 року Бейкер вирішує поставити рекорд швидкості на молодшій моделі, він розвинув хорошу швидкість, але оскільки маршали не були присутні на його заїзді, то його показники виявилися не зареєстрованими. У серпні 1903 року обидві машини взяли участь в гонці електромобілів в Клівленді, одним з них керував Крісхольм, другим — сам Бейкер. Крісхольм непогано виступав, поки його болід не зіткнувся з автомобілем фірми Waverly Electric і, втративши управління, полетів у бік глядачів, на щастя цього разу ніхто не загинув. Бейкер, за яким вже закріпилося прізвисько «Невезучий Бейкер», вирішує зійти з перегонів і більше не повертатися до змагань, але за «Невдахою» закріпився рекорд швидкості для електромобілів — 167 км на годину, який протримався 64 роки.
У 1903 році король Сіаму (Таїланду) замовляє собі один з електромобілів з кузовом Brougham, на його замовлення машину інкрустують сріблом і слоновою кісткою, відкидний дах був виконаний з білої кістки, крила і панель приладів були виготовлені з білої лакованої шкіри, а сам кузов був пофарбований у світло-зелений колір, з боків були встановлені виконані зі срібла герби. У салоні панував шовк, перли і перські килими, постелені на підлозі. Вибір на електромобіль упав тому, що в салоні була цілковита тиша. До 1905 року фірма продавала до 400 примірників електромобілів на рік, через рік головним конструктором стає Еміль Грюнфельд, якому своє місце довіряє сам Бейкер.
Підприємство тепер вважається найбільшим виробником електромобілів у світі, продавши 800 автомобілів за 1906 рік. Асортимент кузовів включав в себе 17 типів: Stanhope, Newport, Physician's Chapelette, Imperial Carriage, Suburban, Victoria, Surrey, Landolet, Depot Carriages, Brougham, Extension Front Brougham, Inside Drive Coupe і т. д. 1907 року з'явилася ще й вантажівка з в/п в 750 кг, разом з ним відкривається вантажний підрозділ — Baker Motor Vehicle Company. У тому ж році у легкових моделей з'являється найдорожчий варіант кузова — Queen Victoria, тоді ж розробляється новий стиль кузова, оскільки до цього часу більшість автомобілів з ДВЗ прийняли звичний для нас вигляд з окремим капотом (а електромобілі походили на карети і вози), то компанія вирішує створити щось схоже на повноцінний автомобіль. Для автомобіля Model M будується кузов «родстер», який мав звичний капот, під яким ховалося 16 акумуляторних батарей, а 48-вольтовий 3.5-сильний електродвигун переховувався під сидіннями пасажирів. Ця машина була найшвидшим серійним електромобілем свого часу, оскільки був він здатний розвинути швидкість за 50 км на годину. Автомобілі з кузовами типу «брогем» і «ландоле» оснащувалися ще більш потужними, 6-сильними електромоторами, але через більшу вагу вони мали меншу швидкість і менший запас ходу — всього близько 64 кілометрів, але для міста цього вистачало.

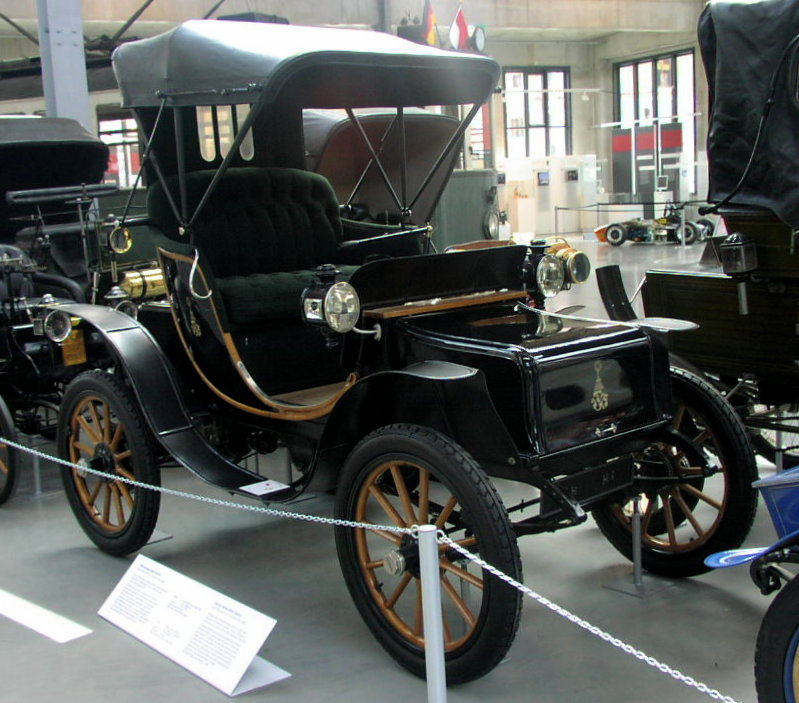
Baker Model M Queen Victoria Roadster, який належав колись Білому Дому

У 1908 році Вільям Говард Тафт стає першим президентом США, який користувався моторизованими возами, його парк на той рік складався з парового автомобіля марки White Steamer, двох бензинових Pierce-Arrow і електромобіля Baker Electric, останній користувався особливою любов'ю у дружини президента, оскільки не смердів і був дуже тихий на ходу. 1909 року на вантажівку Baker Electric конструктором Макліном були встановлені зенітні гармати, які могли робити до 200 пострілів на хвилину, призначалися вони для збивання ворожих дирижаблів. Було зібрано кілька таких пересувних зенітних установок для військового департаменту США.

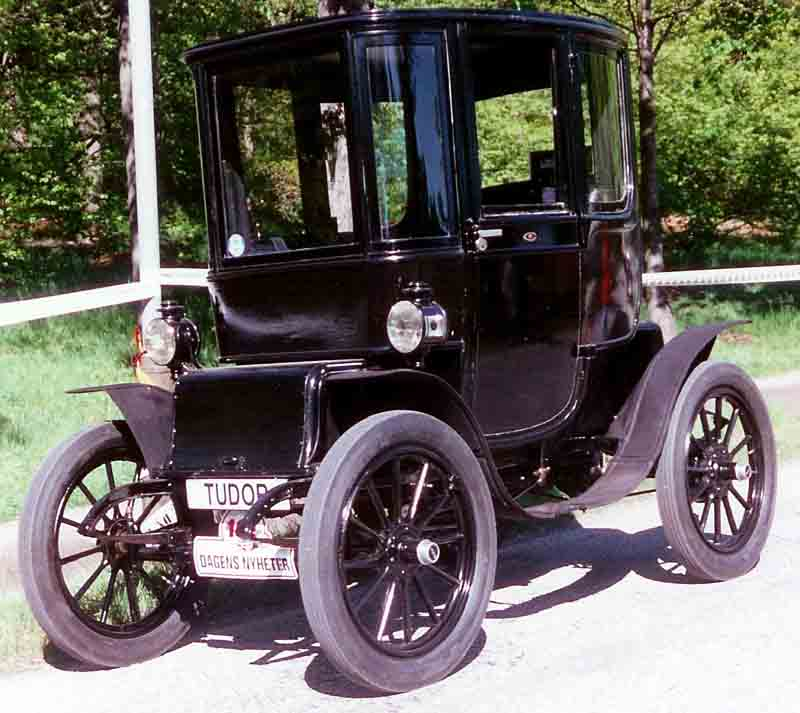
Baker Electric Model V Extension Coupe

У 1910 році з'являється нова модель Model V, оснащена 4-полюсним електричним двигуном фірми General Electric, потужністю в 8 к.с., автомобіль був оснащений подвійною гальмівною системою, одна задіяла задній редуктор, друга гальмувала електродвигуном. Трансмісія була 6-ступінчастою, плюс було три реверсивні передачі. Але, не дивлячись на непогану для електрокара потужність, машина була здатна всього на 37 км на годину, але автономність становила близько 100 км. У серпні того ж року автомобіль цієї моделі, керований Грюнфельдом, ставить рекорд — без підзарядки він зміг проїхати 325 км (використовуючи акумулятори Едісона, а не ті, якими оснащувалися машини серійно), тим самим він побив власний рекорд однорічної давнини, тоді він зміг подолати без підзарядки 259 км. До кінця 1910 року рекорд був перекритий, Грюнфельд проїхав вже 393 км, майже стільки проходять сучасні електрокари.
У 1911 році компанія будує в Клівленді гараж для зарядки електромобілів, це була величезна будівля, фронтон якої був відданий під офіс компанії, на задньому дворі могло розміщуватися 66 електромобілів одночасно, ще близько 100 автомобілів могли в цей час обслуговуватися в ремонтних боксах. 1912 року починається виробництво короткої моделі Model WB, яка доповнила модельний ряд, що складався з Model WA, ZFZ, DA, BBD, вони відрізнялися один від одного тільки довжиною колісної бази (від 2.18 метрів до 2.54 метрів) та типами кузовів. У тому ж році вантажний підрозділ фірми починає випускати поліцейські фургони, які поставлялися в різні міста США, через рік всі автомобілі марки Baker Electric комплектувалися батареями фірми Exide.

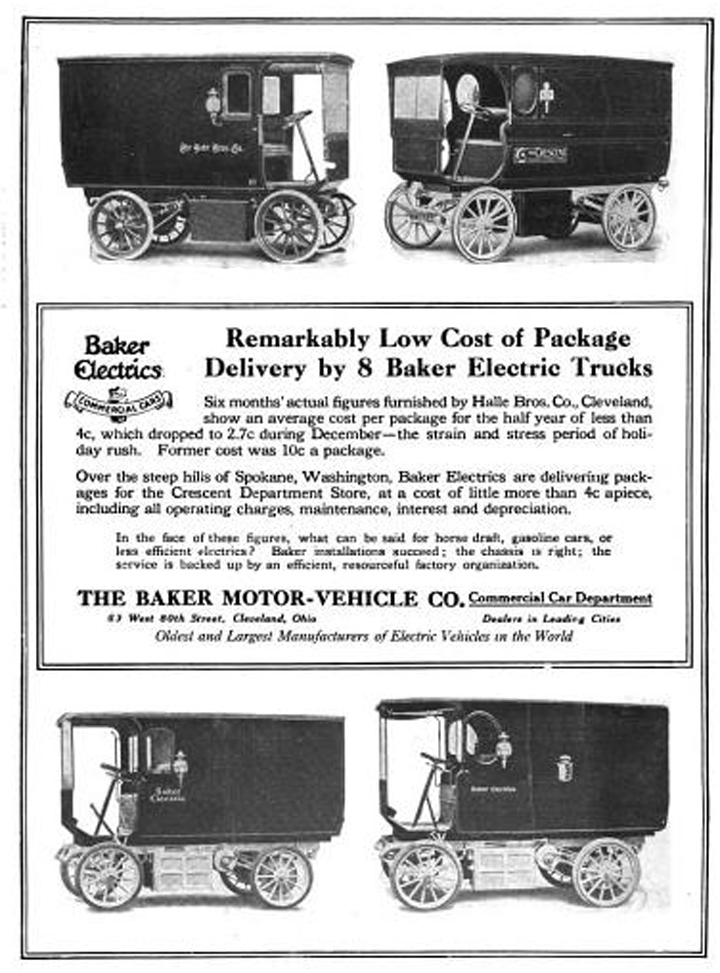
Фургони Baker

До 1912 року багато будинків США були переведені на електричну енергію, цей факт породив другу хвилю популярності електромобілів, на той момент парк електромобілів становив 38 % від загального парку саморушних екіпажів, причому більшість — 40 % становили не бензинові автомобілі, а парові, а в інші 22 % входили автомобілі, що пересувалися за допомогою вуглеводнів. Однак електрифікація країни призводить до активації й інших компаній, що виробляли електромобілі, до 1913 року компанія Anderson Electric Car Company, яка випускала електромобілі Detroit Electric, обходить компанію з Клівленда з продажу, Baker стрімко втрачає свої позиції на ринку електромобілів. До 1915 року продажі електрокарів взагалі різко поповзли вниз «завдяки» появі електричного стартера у бензинових автомобілів, його винайшов засновник фірми DELCO — Чарльз Франклін Кеттерінг. Тепер багаті клієнти перемикали свою увагу з простих у використанні електрокарів на дорогі бензинові автомобілі, оснащені системою електростартера (дешеві машини все ще треба було заводити за допомогою кривого важеля).
У червні 1915 Baker йде на злиття з іншою фірмою, яка випускала електромобілі — Rauch and Lang. Після об'єднання компанія стала називатися Baker, Rauch & Lang, проте, не дивлячись на єдину назву компанії, фірма продовжила випускати електромобілі обох марок. У грудні 1915 року фірма стала виготовляти гібридні автомобілі для фірми Owen Magnetic. Автомобілі ці були оснащені електромагнітною трансмісією конструкції Юстуса Барклі Ентца, ліцензію на неї Бейкер купив ще в 1912 році, і тепер перепродав право на неї Реймонду Оуену. Електромобілі марки Baker першими отримали як обладнання автоматичне освітлення салону (в 1915 році), як тільки відкривалася праві двері кузова закритого типу, то спалахувала лампочка в салоні. Легковики марки Baker випускалися до 1916 року, а вантажівки йшли під цим ім'ям до 1919 року, поки Волтер Бейкер остаточно не йде в Peerless Motor Company, де стає членом правління.

## Якоб Раух та Чарльз Ланг
У 1840 році Якоб (або на англійський манер — Джейкоб) Раух, прибуває з Баварії в Нью-Йорк, незабаром у пошуках кращої долі він вирушає до Клівленда, штат Огайо. Нарешті в 1853 році йому вдається відкрити власне ковальське підприємство з ремонту коліс диліжансів шукачів хорошого життя. Незабаром став він займатися і виготовленням возів, давши роботу ще 4 працівникам. 1863 року, під час Громадянської війни в США, він гине під Геттісбергом, служачи добровольцем в Потомакській Армії. Справу батька перейняв його син Чарльз (Карл), після війни населення міста Клівленда починає стрімко зростати (в 1878 році населення міста становило вже 160,000 осіб, що було в 10 разів більше, ніж коли в ньому оселилася родина Раухів), Чарльз починає виготовляти крім іншого диліжанси, вози та вантажні вози, найпопулярнішим його виробом стала модель «крижаний вагон», названа так за зображенням білого ведмедя на тенті.
У 1884 році на підприємство влаштовується 26-річний спадкоємець великого землевласника з Клівленда — Чарльз Ланг, теж нащадок вихідців з Німеччини, він тільки отримав диплом бухгалтера і найнявся на цю посаду в компанію. Однак спадок хлопця грає йому на руку, і він стає компаньйоном Рауха, внаслідок чого фірма перейменовується в The Rauch & Lang Carriage Company, а зі стапелів фабрики починають сходити найпрестижніші і найдорожчі в штаті карети та інший гужовий транспорт. До ради директорів входили Генрі Гайделофф, Герман Кроль і Джон Крайфер, теж етнічні німці. 1890 року Ланг стає віце-президентом компанії, яка до того часу випускала вже й пасажирські вози для конок.

## Автомобілі Rauch & Lang
У 1903 році підприємство починає крім іншого займатися торгівлею електромобілями марки Buffalo Electric. Потихеньку фірма визрівала для створення власних електромобілів, і нарешті в червні 1905 року розпочалося виготовлення власних автомобілів. У перший місяць було скдадено 18 автомобілів з кузовом Stanhope, до кінця року було вироблено ще 32 автомобілі з кузовами купе і депот вен (сімейний універсал), всі електромобілі були оснащені двигунами фірми Hertner Electric Company.
У 1907 році родина Лангів, яка мала свою частку у фірмі Lakewood Realty Co, вмовляє президента останньої Чальза Вайбера вкласти гроші в бізнес сина, Вайбер інвестує круглу суму в The Rauch & Lang Carriage Company. Завдяки вливанню купується підприємство Джона Хертнера, він сам і його головний інженер Каннінгем отримують посадові місця в правлінні автомобільної дивізії компанії, яка продовжувала випускати і гужовий транспорт.
У підсумку Rauch & Lang стає підприємством, яке повністю забезпечувало саме себе потрібними деталями: починаючи від кузовів і закінчуючи механічними компонентами. 1908 року виробництво автомобілів виростає до 500 примірників на рік, і це при тому, що фірма позиціонувала себе як ексклюзивний і дорогий бренд, а в портфелі замовлень було ще близько 300 заявок на її електромобілі. 1909 року компанія купує шинну фірму Motz Clincher Tire and Rubber Co. Електромобілі були занадто важкими, і звичайні покришки не витримували навантажень, тому Мотц став пропонувати посилені і в той час комфортабельні пневматичні покришки для електромобілів, на які давалася або дворічна, або 16000-кілометрова гарантія.
У 1912 році компанія встановлює на свої автомобілі черв'ячний задній міст і карданний привід, все це робить електромобіль набагато тихішим, ніж якщо б у нього була ланцюгова трансмісія, проте компанія Baker Electric Motor Vehicle Company подає на своїх земляків до суду, оскільки ці механізми були запатентовані нею. У підсумку доводиться заплатити за ліцензію черв'ячного заднього моста, який встановлювався на Model B, Model XT, Model T, Model J, Model TC, Model DB, Model R і Model CR, всі вони відрізнялися один від одного колісною базою і типом кузова, причому тип кузова зрозумілий з індексів: TC — Town Car, DB — Demi-Berline, R — Roadster і т. д. З 1912 року Rauch & Lang стають самими дорогими електромобілями на ринку електрокарів, фірма зображувала на своїх проспектах свої електромобілі поруч з каретою Катерини II, Наполеона Бонапарта та інших найясніших осіб, серед яких була і колісниця Юлія Цезаря. Звичайно ті особи, які платили за продукцію заводу, отримували шикарну обробку салону, ретельну збірку кузовів і т. д., але все ж попит завищена ціна не збільшувала.
Після 1912 року модельний ряд додатково до індексів став отримувати і цифрове позначення, наприклад, DB-4, де DB означало тип кузова Demi-Berline, а цифра 4 означала модельний ряд, тобто 1914 року. Всі ці автомобілі оснащувалися 2.5-сильним 80-вольтовим електромотором, найбільша модель могла проїхати на одній зарядці до 160 км, але максимальна швидкість не перевищувала при цьому 30 км на годину.
Наприкінці 1912 року помер засновник фірми Чарльз Раух, і біля керма компанії стає Чарльз Вайбер, а Чарльз Ланг знову стає віце-президентом. У жовтні 1913 року закриті моделі типу JX стали пропонуватися з подвійною рульовою системою, тобто водій міг встановлювати рульовий вал як спереду, так і ззаду, а решта машин обзавелися конічними зубчастими коробками передач. Автомобілі з подвійним керуванням мали ще одну особливість, якщо водій сидів на другому ряду сидінь, то передні сидіння можна було встановити проти руху, тобто пасажири і водій сиділи один до одного обличчям вперед.
У 1914 році на замовлення полковника Едварда Гауленда Робінзона «Неда» Гріна, який втратив у дитинстві ногу, будується електрокар, зовні схожий на звичайний родстер, хоча у виробничій програмі таких кузовів не було. За електромобілями закріпилася слава жіночих автомобілів, оскільки ними було простіше управляти, а от дизайн цих електрокарів в основній своїй масі був схожий з каретами, тому чоловіки і замовляли «мужні» типи кузовів з фальш-радіаторною решіткою.
Нед Грін був сином найбагатшої жінки у світі — Гетті Грін. Ще в дитинстві вона почала читати бізнес-газети, у віці 13 років вона стала сімейним бухгалтером, а сім'я була досить багатою. Коли їй було 29 (в 1864 році), вона успадкувала від батька 7.5 млн доларів, в 33 вона вийшла заміж за мультимільйонера Едварда Гріна, причому за умовами контракту кожен відповідав за свій стан сам. Вона померла у віці 80 років, залишивши спадщину в 100 млн доларів. Ця найбагатша жінка, яку прозвали «Відьмою Уолл Стріт», була до того ж самою скупою жінкою світу (внесена до Книги рекордів Гінесса), вона носила свою сукню, поки вона не стиралася до дірок, не мила руки в будинку, щоб економити на милі, купувала зіпсовані продукти, оскільки вони були дешевші, або харчувалася в найдешевших забігайлівках міста. Коли її маленький син Едвард пошкодив ногу під час катання на санях, то вона намагалася домогтися безкоштовного лікування в лікарнях для малозабезпечених сімей, і поки вона домагалася свого, у сина почалася гангрена, через що довелося ампутувати хлопчикові ногу. Коли Едвард виріс, він захопився автомобілями, але коробку автомат було ще не винайдено, тому, щоб їздити на локальні відстані, він купував собі електромобілі, які були прості в управлінні (мали дві педалі: газ і гальма), на далекі відстані йому доводилося вирушати на бензиновому автомобілі з найманим водієм. Нед Грін, на відміну від своєї матінки, був меценатом, за що отримав почесне звання полковника, наприклад, він обладнав пляж біля своєї вілли, зробив його безкоштовним і провів до нього від своєї вілли рупори, щоб відвідувачі могли слухати музику. Його мати була проти одруження, і він одружився тільки в 1916 році, відразу після смерті матері.

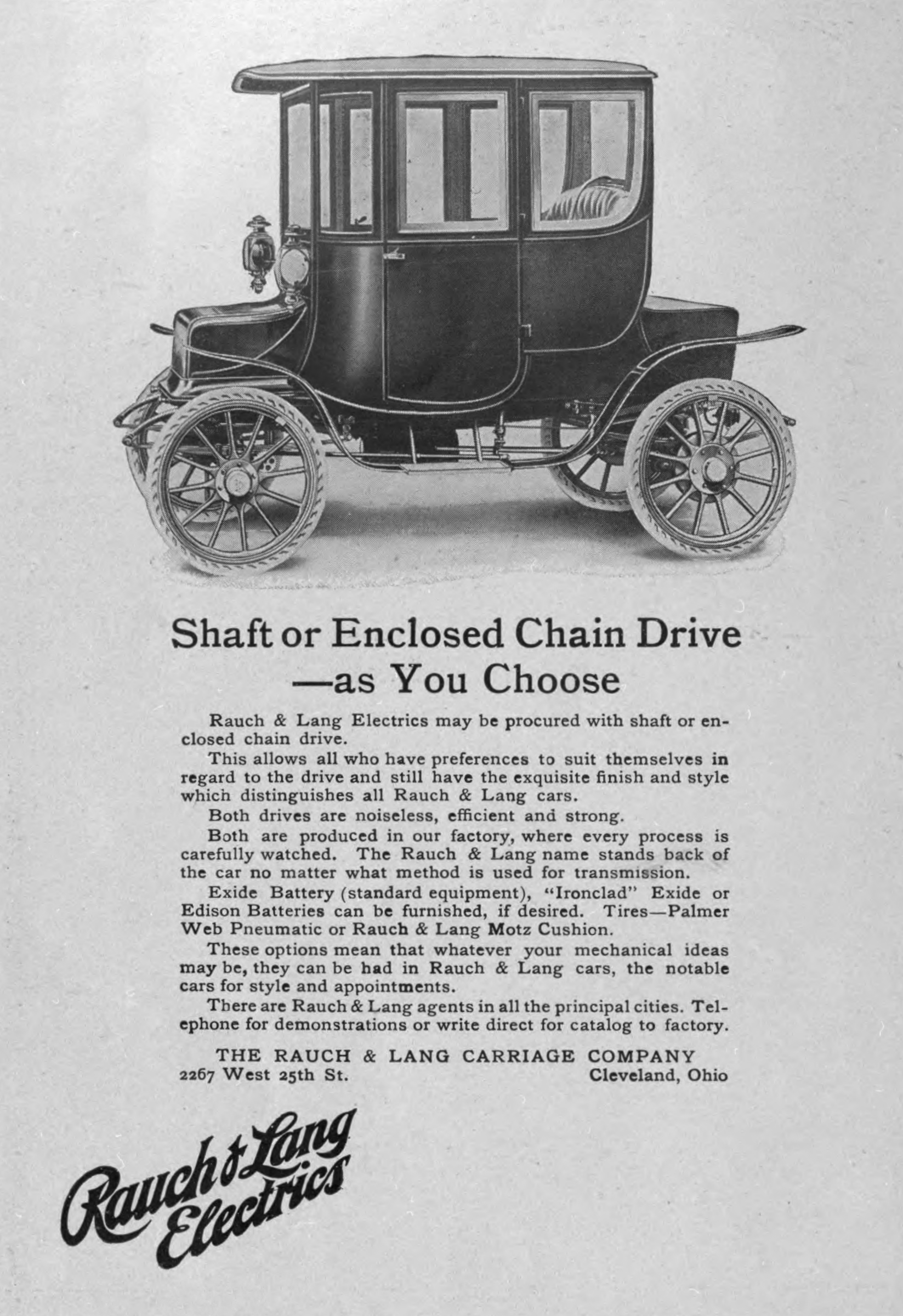
Rauch & Lang BX-6 Brougham

До 1915 року продажі електрокарів різко поповзли вниз і, щоб вижити у важкий час, керівництво фірми вирішує об'єднати свої сили з конкурентами. В результаті, не дивлячись на колишню сварку, в червні 1915 року відбувається злиття з Baker Electric Motor Vehicle Company, після чого компанія починає нести ім'я Baker, Rauch & Lang. Фірма виробляла легкові автомобілі обох марок: Baker і Rauch & Lang, проте в 1916 році виробництво перших припиняється.
Електромобілі Rauch & Lang пропонувалися в широкому спектрі кузовів, починаючи від двомісних відкритих возів стенхоуп і закінчуючи чотиридверними лімузинами (що було рідкістю для електромобілів). З 1916 року на території заводу починається виробництво автомобілів Owen Magnetic, яке тривало до 1919 року, причому сам Реймонд Оуен стає віце-президентом компанії Baker, Rauch & Lang. Виробництво цієї незвичайної машини викликало інтерес у General Electric Company, яка інвестує величезну суму в 2.5 млн доларів. Тим часом електромобілі втрачали свою популярність, до 1919 року вдається реалізувати всього близько 700 автомобілів. Тому в 1919 році створюється кузовний підрозділ компанії — Raulang Body Division, який починає виробляти кузови для компаній: Reo, Franklin, Wills Sainte Claire, Jordan, Lexintgon, Stanley і Biddle.

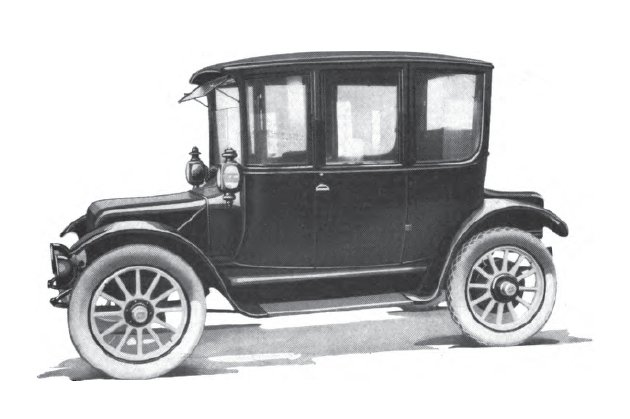
Rauch & Lang C55 Coupe

Вантажне відділення компанії, що мало назву Baker, Rauch & Lang's Industrial Truck Division, зі вступом США в Першу світову війну переходить на виробництво електричних тракторів, вантажних автомобілів і підйомників для подачі бомб на літаки для Збройних сил США, останні були винаходом даної фірми. У січні 1920 року Рей Диринг, який викупив збанкрутілу фірму Stevens-Duryea Motor Co (один з перших американських виробників автомобілів), оголошує про покупку автомобільного відділення фірми Baker, Rauch & Lang Company, після чого її перейменовують в Rauch & Lang Inc, попутно компанія переїжджає в нові приміщення в Чікопі Фоллз, побудовані для перезапуску у виробництво бренду Stevens-Duryea і для виготовлення автомобілів марки Rauch & Lang. Автомобілі, що випускалися в Массачусетсі, отримують індекси B-35 і C-45, через рік їх замінюють С-55 і В-46 (С — Coach і B від Brougham).
Ланг, що продав свої активи, відкриває власну кузовобудівну фірму — Lang Body Co., отримавши велике замовлення від Dodge і Lincoln. Його фірма проіснувала до 1924 року, після чого, більше так і не вигравши жодного серйозного гранду на поставки кузовів, вона збанкрутувала.
Диринг переоцінив свої можливості, і в 1922 році обидві його компанії оголошують про свою неспроможність, їх викуповує Реймонд Оуен, який припинив до того часу виробництво своїх «магнітних» автомобілів, і на той момент володів компанією Syracuse Owen-Dyneto Electric Corp. На чолі фірми Stevens-Duryea він ставить свого приятеля — Роберта Стенлі, а главою Rauch & Lang стає його брат Ральф Оуен. Під початком нового керівництва починається виробництво таксікебів моделі С-505, причому виготовлялися вони як у версії з електромором, так і з бензиновими 4-циліндровими двигунами фірми Buda, об'ємом 3.7 л. Останніх було продано більше 300 примірників, а ось електроверсія не пішла, як планувалося, і до 1924 року за фірмою значилися величезні борги, через що завод разом з фірмою був виставлений на продаж материнською компанією, проте кредитори вирішили заморозити борги, тому виробництво моделей В-68, S-68 і таксі на їх базі — T-68 продовжилося далі.

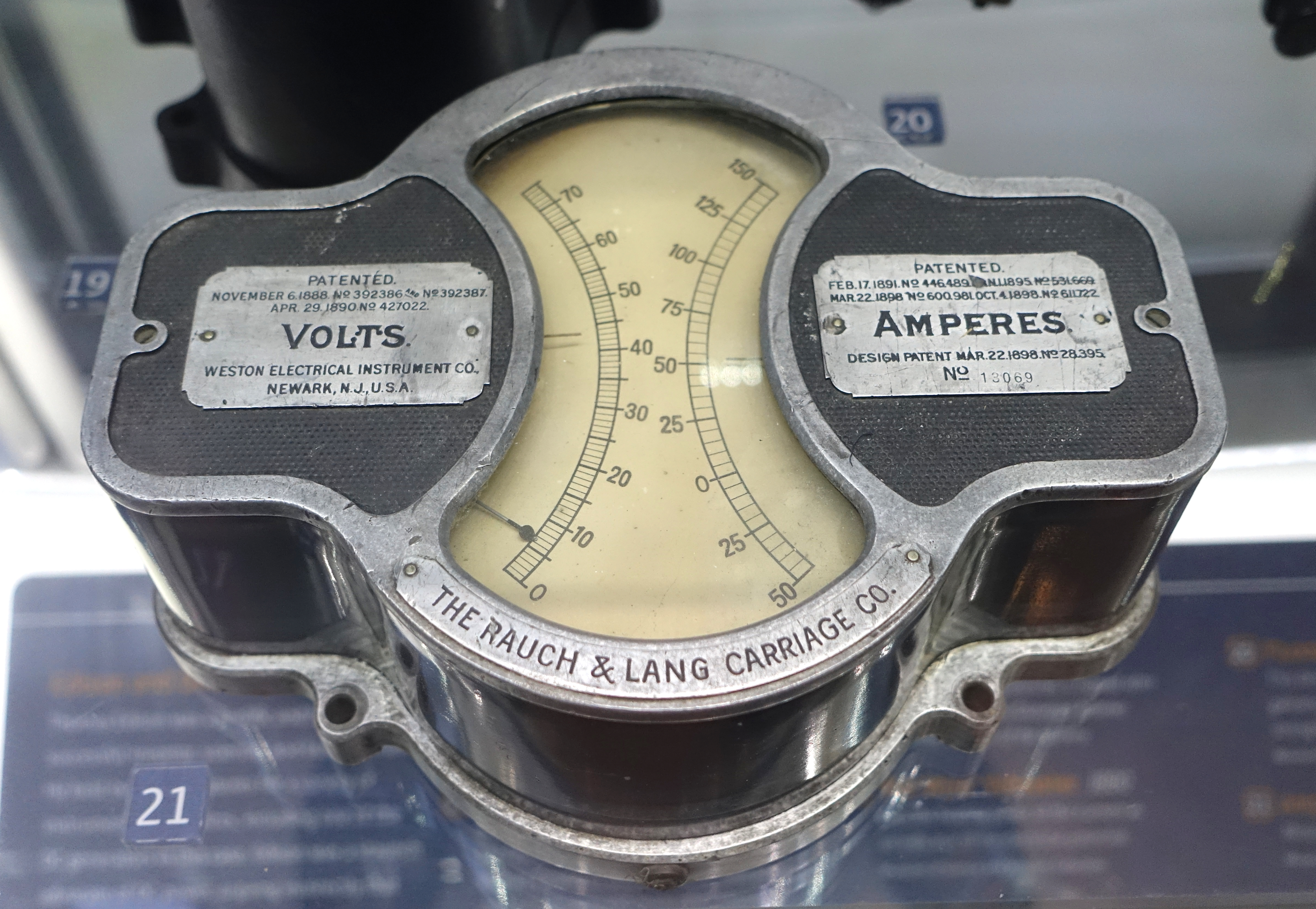
Прилади Rauch & Lang

Проте в кінці 1928 року Stevens-Duryea Company продає половину свого заводу в розстрочку фірмі Moth Aircraft Corporation. Підприємство перейменовується в Rauch & Lang Electric Car Manufacturing Company, влітку 1929 року при сприянні General Electric, основним власником акцій якого був полковник Нед Грін, починаються роботи над бензиновим автомобілем з електричною трансмісією. Автомобіль насамперед потрібен був Гріну як власне авто для дальніх поїздок. Полковник Грін виділяє мільйон доларів особистих грошей для досліджень, на Rauch & Lang доставляється новенький кабріолет Stearns-Knight Model M-6-80 з 3.7 л золотниковим двигуном, потужністю 60 к.с.. Реймонд Оуен повинен був створити трансмісію для цієї машини, завдяки якій одноногий полковник міг би керувати цим автомобілем. На машину був встановлений електричний генератор від General Electric, який був жорстко з'єднаний з маховиком автомобіля, генератор своєю чергою був з'єднаний за допомогою дротів з електричним мотором, який був встановлений замість кардана і який передавав крутний момент до заміненого редуктора заднього моста. Автомобіль не мав коробки передач, тумблери, що відповідали за рух, були встановлені на панелі приладів: нейтраль, вперед і назад.
Педалей у машини було дві — газ і гальма, що полегшувало їзду інваліду, при цьому машина рушала дуже плавно, електротрансмісія нівелювала всі ривки, можливі при звичайній трансмісії, але був у гібридної системи і свій мінус, важка машина не могла розганятися до великих швидкостей, так що максимальна швидкість у неї була близько 80 км на годину. Нед Грін здійснив свою першу самостійну поїздку на бензиновому автомобілі в сусіднє місто і залишився надзвичайно задоволеним цією подією, тому він замовляє ще дві машини: одну з кузовом брогем, другу з кузовом седан.
Після успішних експериментів підприємство планувало випускати таксікеби з подібною трансмісією, проте жовтневий обвал на фондовому ринку ставить хрест на серійному виробництві цих складних технічно автомобілів, до того ж у грудні припиняється виробництво автомобілів марки Stearns-Knight, які повинні були служити донорами для Rauch & Lang M6-80, попутно припиняється і виробництво легкових автомобілів марки Rauch & Lang.

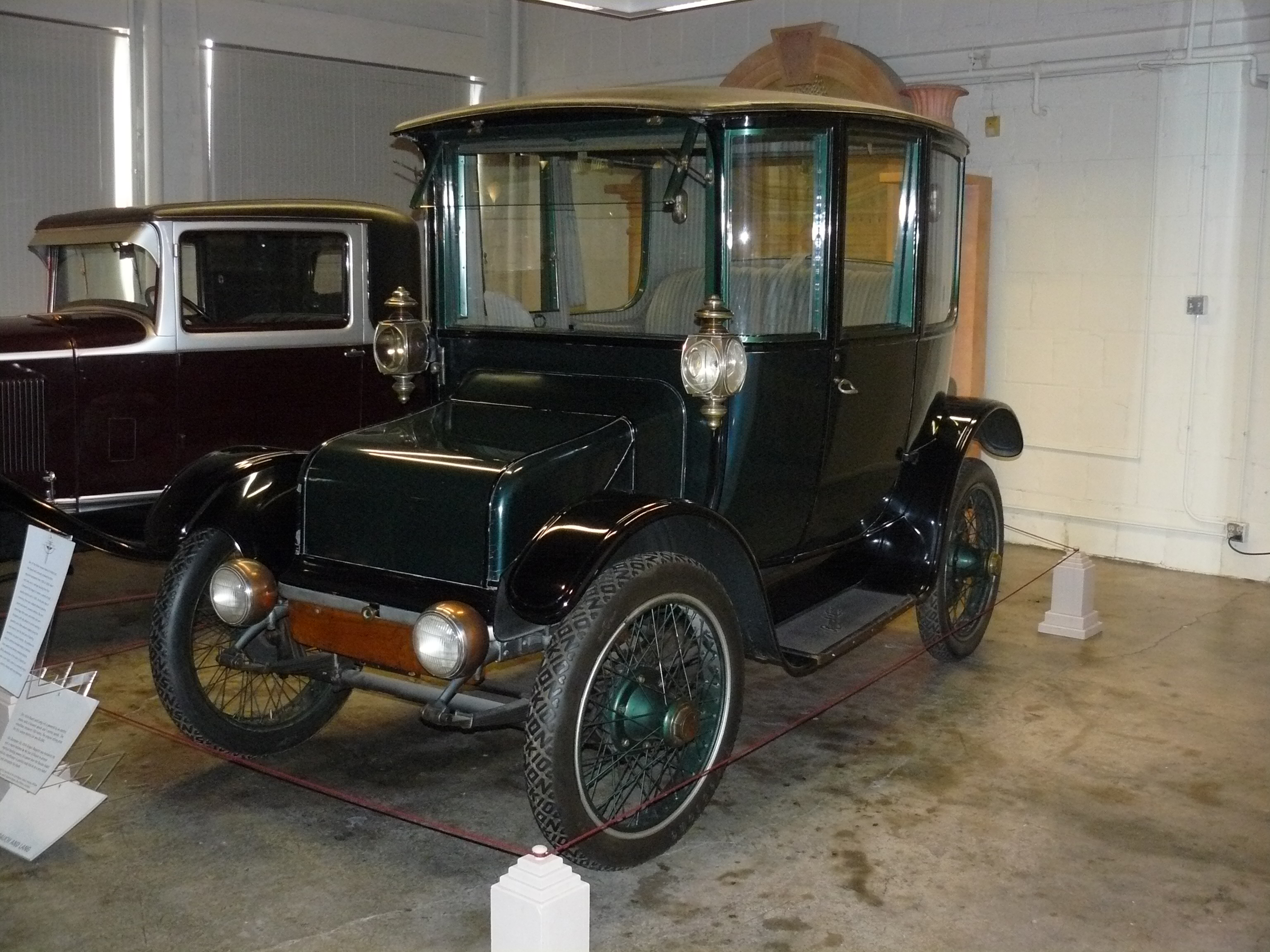
Rauch & Lang J6

Полковник Грін їздив на своїх автомобілях до 1936 року, поки не покинув цей світ у віці 66 років, спадкоємці (дружина і сестра) продали його автомобілі, кабріолет було загнано у могилу за короткий термін, брогем змінив багато власників, поки останній після якоїсь поломки не кинув машину гнити на одній з бензозаправок в Массачусетсі. Пощастило тільки седану, він потрапив у руки власниці Yoder Corporation — Меммі Йодер, сім'я якої володіла унікальним авто протягом 30 років, після чого машина стала змінювати власників, востаннє її продавали в 2007 році.

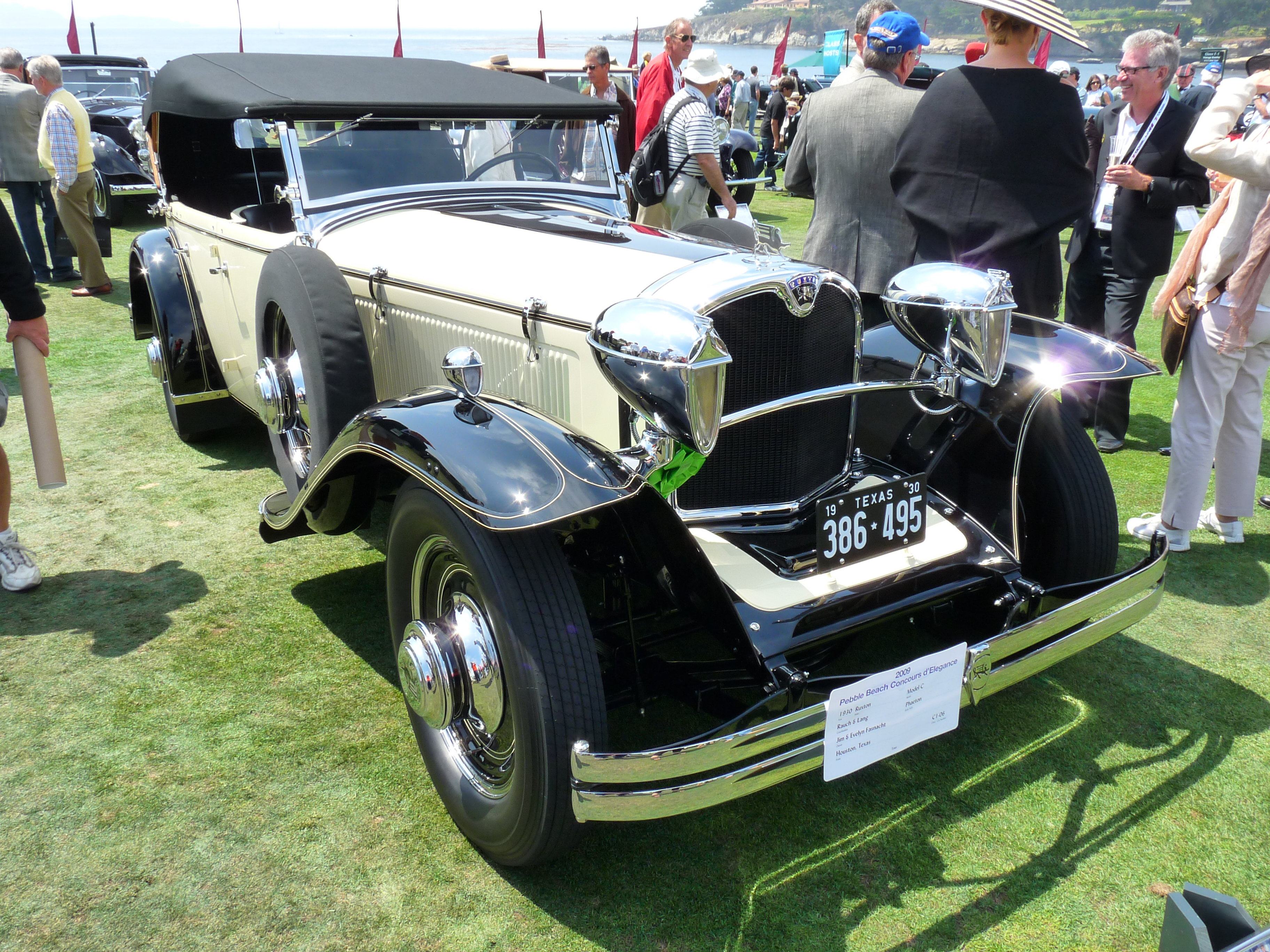
Ruxton Model C Roadster by Raulang, для цих передньопривідних автомобілів відкриті кузови робили тільки силами Rauch & Lang Carriage Co

Підприємство Rauch & Lang Inc жило ще кілька років за рахунок виробництва автобусів і вантажівок, а також рідкісних замовлень на таксікеби, що будувалися на базі Willys-Overland, крім цього фірма була дистриб'ютором вантажної фірми White. Кузовне відділення Rauch & Lang Carriage Co, яка просувала свою продукцію під традиційною вже торговою маркою Raulang, виживало завдяки замовленням від фешенебельних фірм типу Duesenberg, Packard, Peerless, Cadillac і Ruxton, а також завдяки виготовленню кузовів для автобусів фірм White Motor Co., General Motors і Reo.

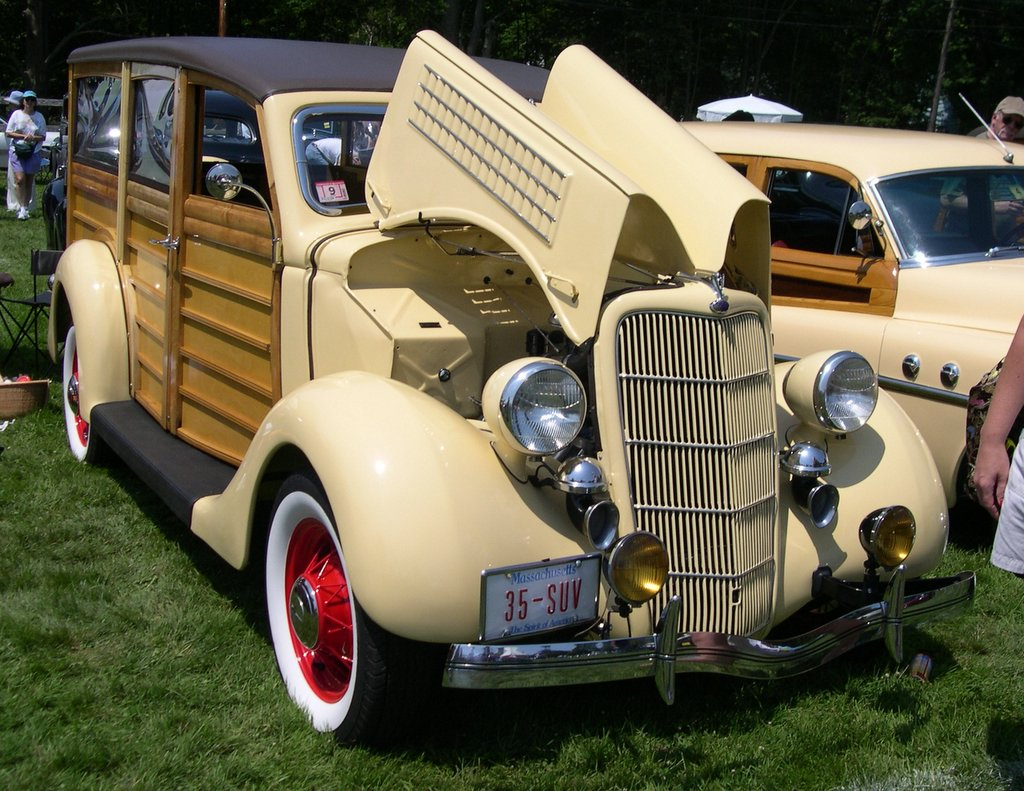
Ford 1933 модельного року з кузовом вудді роботи вантажного відділення Baker-Raulang

У фірми Baker малося і вантажне відділення, після покупки Дирингом материнської компанії воно продовжило своє існування, це відділення винаходить вантажівку для перевезення важких металевих труб, а також будує першу вантажівку з платформою, оснащеною маніпулятором. Наприкінці 20-х підприємству дуже сильно допомагає фірма Ford Motor Co, яка замовляє виготовлення своїх автомобілів з кузовом універсал на потужностях Baker, Rauch & Lang's Industrial Truck Division, на початку 30-х до універсалів приєднуються кемпінги та фургони, а також універсали типу «Woodie», виробництво яких було також довірено Baker, Rauch & Lang. 1936 року підприємство починає випускати електричні навантажувачі, а через рік починається виробництво вантажівок з бензиновими моторами. Під час Другої світової війни Baker-Raulang випускала в основній своїй масі вантажівки на електричній тязі. Кузовне підприємство таклж було на плаву завдяки виготовленню бронетанкових кузовів для бронетранспортерів. Після війни продовжилося виробництво вантажівок і навантажувачів, причому останні стали основною продукцією заводу, кузовне підприємство було змушене закритися.
У 1953 році, коли фірма відзначала своє сторіччя, її викупила компанія Lull Mfg. Co. із Міннесоти. Через рік вона продає підприємство компанії The Otis Elevator Co., чиє коріння також йде у 1853 рік. Виробництво вантажівок вже припинилося, а вилочні навантажувачі були основним продуктом. 1967 року Otis Elevator Co купує компанію Moto-Truc Co і об'єднує її з фірмою Baker, Rauch & Lang's Industrial Truck Division, після чого компанія звалася Baker-Raulang & Moto Truc. 1975 року німецька фірма Linde AG викуповує бізнес у The Otis Elevator Co, і компанія тепер звалася Baker Material Handling Corp, а вилочні навантажувачі, які досі виготовлялися на заводі в Клівленді, носили марку Linde-Baker.

## Список легкових автомобілів Baker Electric
- 1899 — Baker Electric Runabout
- 1902 — Baker Electric Phaeton Stanhope
  - Baker Electric Torpedo
  - Baker Electric Torpedo Kid
- 1903 — Baker Electric Brougham
- 1905 — Baker Electric Stanhope
  - Baker Electric Newport
  - Baker Electric Physician's Chapelette
  - Baker Electric Imperial Carriage
  - Baker Electric Suburban
  - Baker Electric Victoria
  - Baker Electric Surrey
  - Baker Electric Landolet
  - Baker Electric Depot Carriages
  - Baker Electric Extension Front Brougham
  - Baker Electric Inside Drive Coupe
- 1907 — Baker Electric Queen Victoria
  - Baker Electric Model M
- 1910 — Baker Electric Model V
- 1912 — Baker Electric Model WB
  - Baker Electric Model WA
  - Baker Electric Model ZFZ
  - Baker Electric Model DA
  - Baker Electric Model BBD
- 1915 — Baker Electric Model W

## Список легкових автомобілів Rauch & Lang
- 1905 — Rauch & Lang Model 1
- 1912 — Rauch & Lang Model B
  - Rauch & Lang Model XT
  - Rauch & Lang Model T
  - Rauch & Lang Model J
  - Rauch & Lang Model TC
  - Rauch & Lang Model DB
  - Rauch & Lang Model R
  - Rauch & Lang Model CR
- 1913 — Rauch & Lang Model JX
- 1916 — Rauch & Lang Model BX
- 1920 — Rauch & Lang B-35
  - Rauch & Lang C-45
- 1921 — Rauch & Lang C-55
  - Rauch & Lang B-46
- 1922 — Rauch & Lang C-505
- 1924 — Rauch & Lang B-68
  - Rauch & Lang S-68
  - Rauch & Lang T-68
- 1928 — Rauch & Lang M6-80